# Gareth John
Gareth John ist ein britischer Toningenieur.

## Karriere
John begann seine Filmkarriere mit Verlockende Falle von Jon Amiel. Darauf folgten über 60 weitere Beteiligungen an Filmproduktionen. Im Jahr 2019 wurde er für die Arbeit an The King für einen AACTA Award nominiert. Im Jahr 2024 arbeitete er als Soundmixer an Dune: Part Two von Regisseur Denis Villeneuve, wofür er bei der Oscarverleihung 2025 in der Kategorie Bester Ton ausgezeichnet wurde.

## Filmografie (Auswahl)
- 1999: Verlockende Falle
- 2011: Pirates of the Caribbean – Fremde Gezeiten
- 2012: Zorn der Titanen
- 2014: A Most Wanted Man
- 2014: Die Gärtnerin von Versailles
- 2014: Nachts im Museum: Das geheimnisvolle Grabmal
- 2015: Codename U.N.C.L.E.
- 2015: Im Rausch der Sterne
- 2015: Im Herzen der See
- 2016: Verräter wie wir
- 2016: Rogue One: A Star Wars Story
- 2017: War Machine
- 2017: The Foreigner
- 2018: Vor uns das Meer
- 2018: 7 Tage in Entebbe
- 2018: A Private War
- 2018: Ein letzter Job
- 2018: Johnny English – Man lebt nur dreimal
- 2019: Angel Has Fallen
- 2019: The King
- 2020: Tyler Rake: Extraction
- 2020: The Old Guard
- 2021: Dune
- 2021: Venom: Let There Be Carnage
- 2021: Eternals
- 2022: Catherine, Lady wider Willen
- 2023: Ant-Man and the Wasp: Quantumania
- 2024: Dune: Part Two
- 2024: Disclaimer (Miniserie, 3 Folgen)
- 2025: The Gorge

## Auszeichnungen (Auswahl)
- 2019: AACTA-Award-Nominierung in der Kategorie Bester Ton für The King
- 2020: Australian Screen Sound Guild Award in den Kategorien Soundtrack des Jahres und Bestes Sound Recording für The King
- 2025: CIC Award in der Kategorie Bester Ton für Dune: Part Two
- 2025: AMPS Award in der Kategorie Bester Ton für Dune: Part Two[3]
- 2025: Gold-Derby-Award-Nominierung in der Kategorie Bester Ton für Dune: Part Two
- 2025: Online Film Critics Society Award in der Kategorie Bester Ton für Dune: Part Two
- 2025: Satellite-Award-Nominierung in der Kategorie Bester Ton für Dune: Part Two
- 2025: BAFTA in der Kategorie Bester Ton für Dune: Part Two
- 2025: Oscar in der Kategorie Bester Ton für Dune: Part Two